# Ayala (comune)
Ayala (in castigliano) o Aiara (in basco), è un comune spagnolo  situato nella comunità autonoma dei Paesi Baschi.